# Josef Lev
Josef Lev (Sazená (Bohemia Central), 1 de maig, 1832 – Praga, 16 de març, 1898), va ser un cantant d'òpera, baríton, compositor i professor txec.

## Biografia
Josef Lev provenia d'una família molt pobra. Va anar a l'escola a la propera Chržín, on el seu professor Josef Toman va notar el seu talent per a cantar. El jove Lev va prendre classes de cant d'ell i a través d'ell es va convertir en un membre com a soprano del cor de l'església de Zlonice.
Aviat, un líder d'Hongria va venir a Velvary, buscant cantants per a la seva banda. Malgrat els desitjos del seu pare, Josef es va negar i se'n va anar a Praga, on es va unir al cor dels Croats i va començar a estudiar a l'Escola de Gramària de la Ciutat Vella. A mesura que es va fer gran, la seva veu va canviar i va començar a dubtar si encara seria capaç de cantar. Però quan la seva veu va tornar, aquesta vegada com a baríton, va deixar els estudis i va decidir dedicar-se al teatre i la música.
Li va ensenyar a cant a Praga Josef Chládek, alumne de Václav Jan Tomášek. Tanmateix, aviat va marxar a Hongria per una oferta més avantatjosa, i Lvov no va tenir més remei que buscar un altre professor. Es va traslladar a Viena, on va ser acceptat al cor de l'òpera de la cort. Hi va estar deu anys. Va patir privacions materials i va esperar en va el paper de solista que li havien promès, però al mateix temps va millorar el seu art i es va inspirar en l'exemple dels principals cantants. També va cantar a l'església parroquial de St. Miquel.
El 1864, va ser contractat al Teatre Provisional de Praga, on immediatament es va guanyar el favor del públic. La seva primera aparició va ser com el comte Luna a l'òpera de Verdi Il Trovatore el 14 d'octubre de 1864. Va romandre fidel al teatre txec durant la resta de la seva vida, malgrat les lucratives ofertes de l'estranger. Durant la invasió prusiana de 1866, va ser un dels que va mantenir unida la companyia del teatre després que l'aleshores director Franz Thomé tanqués el teatre i deixés el personal a la seva sort. Lev va ser elegit per al comitè de direcció pels membres de la congregació; En aquesta posició, entre altres coses, va assegurar que el cantant Josef Paleček fos millor reconegut.
Josef Lev era conegut pel seu to de veu rodó i suau, capaç d'abastar tot l'espectre des de la dolçor xiuxiueja fins a la tràgica tempesta. Va afrontar bé les exigents òperes italianes, que sovint cantava juntament amb cantants estrangers. Durant la seva carrera artística, va crear més de setanta papers a les òperes Guillem Tell (Gioacchino Rossini), Libuše, El mur del diable (Bedřich Smetana) i moltes altres.
Va ser amic de Bedřich Smetana i Antonín Dvořák, que li van compondre algunes àries. També era coneguda la seva amistat amb Jan Neruda, que va viure amb ell durant deu anys i li va dedicar el seu llibre Acudits juganers i depredadors. El primer capítol, On Trifles, escrit el 1875, descriu la comoditat idíl·lica a la casa de Leo.
El 1888 va ser jubilat prematurament per la direcció del Teatre Nacional, juntament amb els cantants Seifertová i Ortová, i se li va oferir el paper de professor de música per un sou molt més baix. La decisió, justificada per la necessitat d'estalvi econòmic, va ser avaluada negativament en els cercles artístics i Lev la va considerar una manifestació d'ingratitude immerescuda. Va afectar profundament la seva vida familiar i va causar la mort de la seva dona. S'acomiada del públic el 8 d'abril de 1888, en el paper de El barber de Sevilla.
Després de la jubilació, va ensenyar cant. Va rebre una sèrie de premis honorífics, inclosa la pertinença honorífica al Fòrum d'Artistes i Hlahol. El 1893 va ser nomenat burges de Praga.
Va morir de càncer de còlon. Va ser enterrat el 19 de març de 1898 al cementiri d'Olšany després d'una cerimònia a l'església de St. Stephen's Day amb la participació d'Antonín Dvořák, F. A. Šubert, l'alcalde de Podlipný i representants d'associacions de teatre i cant. Ara està enterrat al cementiri de Vyšehrad.Prague Welcome - Vyšehradský hřbitov a Slavín

## Treballs
A més de cantar òpera, també era conegut com a compositor, per exemple, Slezská, Vlaštovičky, Řekněte mi. Va escriure unes 27 cançons i 30 cors. Les seves composicions es conserven a la col·lecció del Museu Nacional, al museu de Velvary i al Memorial Dvořák a Zlonice.

## Més informació
El 1914, Rudolf Jaroslav Kronbauer va publicar unes breus memòries biogràfiques de Josef Lev (Memòries de juganers i preses), que va ser interpretada per a ell pel pintor Theodor Hilšer.